# Liberalt Oplysnings Forbund
Liberalt Oplysnings Forbund (forkortes LOF) er et landsdækkende oplysningsforbund, der blev stiftet i september 1945 af partiet Venstre, Venstres Ungdom og Venstres Kvinder for at fremme et liberalt oplysningsarbejde på kulturelle, sociale, økonomiske og politiske områder. Foreningen har primært virket ved at drive aftenskoler.
Ideen til et liberalt oplysningsforbund opstod i Venstre umiddelbart før besættelsen. Ideen kunne ikke virkeliggøres, så længe Danmark var besat på grund af et tysk forbud imod politisk aktivitet. I stedet blev organisationen Dansk Studiekredsforening oprettet. Efter befrielsen kunne LOF imidlertid oprettes.

## Formænd
- 1945-1948: Søren Peter Larsen
- 1948-1954: Mads R. Hartling
- 1954-1968: Arne Fog Pedersen
- 1968-1969: Hans Bagge
- 1969- 1974: Evan Jensen
- 1974-1975: Robert Christensen
- 1975- 1978: Tove Nielsen
- 1978- 1979: T. Baun - Christensen
- 1979 - 1981: Hans Bagge
- 1981- 1985: Povl Brønsted
- 1985-1988: Birthe Rønn Hornbech
- 1988-1989: Ester Larsen
- 1989-2000: Gunnar Glindvad Kristensen
- 2000: Sonny Berthold
- 2015: Kim Valentin

## Trivia
Navnet er et eksempel på særskrivning.